# 夏の日々と親父の笑顔
「夏の日々と親父の笑顔」（なつのひびとおやじのえがお）は、2006年11月1日にリリースされたくずの5thシングル。

## 概要
「生きてることってすばらしい」以来ワンナイでのドラマ仕立てコントの後の発表&発売日テレビ初演奏となった。カップリング曲は収録されず、定価800円で発売された。
ワンナイの放送終了によって、事実上くずのラストナンバーとなった。

## 収録曲
1. 夏の日々と親父の笑顔
作詞・作曲:ANIKI 編曲:ANIKI・くずBAND
2. 夏の日々と親父の笑顔（Instrumental）